# Andrena macrocephala
Andrena macrocephala är en biart som beskrevs av Cockerell 1916. Andrena macrocephala ingår i släktet sandbin, och familjen grävbin. Inga underarter finns listade i Catalogue of Life.